# Søren Kragh-Jacobsen
Søren Kragh-Jacobsen, född 2 mars 1947 i Köpenhamn i Danmark, är en dansk filmregissör, manusförfattare, kompositör och sångtextförfattare. 

## Regi i urval
- 1991 – Rebellerna från S:t Petri
- 1993 – Den korsikanske biskopen
- 1997 – Ön i Fågelgatan
- 1999 – Mifune
- 2003 – Sweet Dreams

## Filmmanus i urval
- 1991 – Rebellerna från S:t Petri
- 1999 – Mifune
- 2003 – Sweet Dreams